# Chiriquí Grande
Chiriquí Grande – miasto w prowincji prowincji Bocas del Toro w Panamie. Ludność: 3014 (2010). W mieście znajduje się port, a także atlantycki terminal paliwowy firmy Petroterminal de Panamá, S. A. 
Klimat Chiriquí Grande jest ciepły i wilgotny z podziałem na porę suchą (grudzień-kwiecień), i deszczową (maj-listopad). W klasyfikacji klimatów Köppena jest to klimat tropikalny monsunowy (Am). Średnia maksymalna temperatura wynosi 32°C, natomiast średnia minimalna 23°C. 